# Ascogaster equalis
Ascogaster equalis är en stekelart som beskrevs av Ji och Chen 2003. Ascogaster equalis ingår i släktet Ascogaster och familjen bracksteklar. Inga underarter finns listade.